# Дампир (полуостров)
Полуостров Дампир или Земя Дампир (на английски: Dampier Peninsula, Dampier Land) е полуостров в Северозападна Австралия, разположен на територията на щата Западна Австралия, между заливите Робак на югозапад и Кинг на изток. Има форма на обърнат с върха на север триъгълник, като границата му с континента се прекарва между върховете на двата залива. Тук ширината му достига 150 km, дължината му от север на юг е 200 km, а площта му е около 15 000 km².
Западните и източните му брегове са слабо разчленени и предимно ниски, с дълги пясъчни плажове, а северозападните и североизточните – високи, стръмни, скалисти с множество малки заливи (Пендер и др.) и вторични полуострови. На север завършва с нос Левек. Релефът му е равнинен, полупустинен и пустинен, зает от ксерофитни храстови акации и твърдолистни житни треви. В източната му част са развити типични савани върху алувиални почви, на базата на които се развива овцевъдство. В северната му част е обособен аборигенски резерват. На югозападното му крайбрежие, на брега на залива Робак е разположено най-голямото селище и пристанище на полуострова град Брум. Западното крайбрежие на полуострова е открито през август 1699 г. от английския пират и околосветски мореплавател Уилям Дампир, а по-късно целия полуостров е наименуван в негова чест.